# Ріті-кав'я
Ріті-кав'я, ріті — індійська орнаментальна поезія періоду з середини XVII до початку XIX століть. Поезія ускладненого стилю, що орієнтується на санскритську поетику, звідки і був запозичений сам термін «ріті». Ріті розуміється в широкому сенсі як певний стиль виконання творів у вигляді трактатів, що розглядають ті чи інші естетичні категорії поезії, або писання віршів на основі канонічних правил. У класичної індійської поетики ріті є, поряд з дхвані (прихований зміст поезії, букв. «Відгомін»), раса (поетична емоція, букв. «Смак»), аланкара (поетична фігура, букв. «Прикраса») і вакрокті (метафора, букв. «гнута мова»), одним з п'яти основних її принципів.